# Rada Akbar
Rada Akbar (1988), en pastún: رادا اکب‎, es una artista conceptual y fotógrafa afgana. A través de sus obras de arte y retratos fotográficos, Akbar ha denunciado la opresión de las mujeres afganas. Fue elegida como una de las 100 mujeres más influyentes de 2021 por la BBC.

## Trayectoria
Rada Akba nació en 1988 en Afganistán, durante la guerra afgana-soviética que duró de 1978 a 1992. Pasó parte de su infancia en un sótano para evitar las bombas. La familia vivió en Pakistán durante seis años.
En 2013, comenzó a trabajar como fotógrafa independiente y a organizar exposiciones de arte moderno en Kabul. De 2018 a 2021, Akbar organizó la exposición "Supermujeres" (o "Abarzanan"), para conmemorar el Día Internacional de la Mujer, el 8 de marzo. El proyecto "Supermujeres" ha presentado obras de arte, incluidos vestidos exquisitamente elaborados, vestidos que representan a poetas, alpinistas, presentadoras de televisión, miembros de la realeza, políticas y músicas que alcanzaron prominencia dentro de la cultura patriarcal de Afganistán.
En septiembre de 2021, fue una de las personas evacuadas por el gobierno francés después de que los talibanes regresaran al poder en Afganistán y antes de que el ejército estadounidense huyera. Fue trasladada en autobús desde la embajada de Francia al aeropuerto y llegó a París, donde tuvo que guardar cuarentena debido al COVID-19.
Su trabajo fue parte de la exposición colectiva de 2022, Before Silence: Afghan Artists in Exile de PEN America 's Artists at Risk Connection y Art at a Time Like.

## Reconocimientos
En 2021 recibió el premio Príncipe Claus. Ese mismo año fue incluida en la lista 100 Women de la BBC.